# Myiotheretes
Myiotheretes – rodzaj ptaków z podrodziny wodopławików (Fluvicolinae) w rodzinie tyrankowatych (Tyrannidae).

## Zasięg występowania
Rodzaj obejmuje gatunki występujące w Ameryce Południowej.

## Morfologia
Długość ciała 18–23 cm; masa ciała około 26–64 g.

## Systematyka

### Etymologia
Myiotheretes: gr. μυια muia, μυιας muias „mucha”; θηρατης therates „myśliwy”, od θηραω thēraō „polować”, od θηρ thēr, θηρος thēros „bestia, zwierzę”.

### Podział systematyczny
Do rodzaju należą następujące gatunki:
- Myiotheretes striaticollis (P.L. Sclater, 1853) – kopciuch smugoszyi
- Myiotheretes fuscorufus (P.L. Sclater & Salvin, 1876) – kopciuch rdzawoskrzydły
- Myiotheretes pernix (Bangs, 1899) – kopciuch kolumbijski
- Myiotheretes fumigatus (Boissonneau, 1840) – kopciuch ciemny